# FC Argeș Pitești
Asociația Club Sportiv Campionii Fotbal Club Argeș, cunoscut sub numele de FC Argeș Pitești, sau pe scurt Argeș, este un club de fotbal profesionist din Pitești, România, care evoluează în prezent în SuperLiga României. Poreclită Vulturii Alb-Violeți, echipa a fost fondată în 1953 sub numele de Dinamo Pitești, debutând în prima divizie în sezonul 1961-1962. În 1967, și-a schimbat numele în Argeș Pitești, denumire pe care o poartă și în prezent.
A fost una din echipele de vârf ale anilor '70, reușind să câștige două titluri de campioană în anii 1972 și 1979. În acea perioadă, de trei ori câștigător al premiului Fotbalistul român al anului, Nicolae Dobrin, a făcut parte din lot, ceea ce l-a transformat de-a lungul anilor într-un simbol al clubului. Clubul s-a desființat în anul 2013, fiind apoi refondat sub numele de SCM Pitești, după care, după rezolvarea unor formalități legale privind marca, și-a luat atât numele de FC Argeș, cât și palmaresul.
Culorile tradiționale ale clubului sunt alb și violet, Trupa din Trivale disputându-și meciurile de acasă pe Stadionul Orășenesc din Mioveni, care are o capacitate de 10.000 de locuri.

## Istorie

### Inceputul
Pe data de 6 august 1953, un ordin al Ministerul Afacerilor Interne consfințește actul de naștere al echipei Dinamo Pitești, actuala formație FC Argeș, numele fiind luat după sora mai mare din București. Noua grupare din orașul Pitești își începe ascensiunea de jos, din campionatul orășenesc, dar implicarea factorilor locali și aducerea pe lângă echipă a celor mai buni fotbaliști din oraș vor constitui principalii factori în promovarea echipei an de an. Urcarea în Divizia B se produce la sfârșitul campionatului 1958-1959, și în chiar primul an este foarte aproape de Divizia A, numai că Dinamo ocupa doar locul al doilea al seriei secunde. Visul ia contur pentru iubitorii fotbalului din Pitești în sezonul viitor. În 1961 Dinamo Pitești promovează pe prima scenă fotbalistică, sub comanda antrenorilor Ștefan Vasile și Tănase Dima. Trei dintre cei mai cunoscuți componenți ai lotului de-atunci, Ion Barbu, Florin Halagian și Nicolae Dobrin, sunt personajele care au contribuit cel mai mult la performanțele de peste ani ale clubului de fotbal FC Argeș, înființat în anul 1968, primul club de fotbal din țară.
În cei 53 de ani de existență, FC Argeș s-a remarcat nu numai prin cele două titluri de campioană a României, sau prin participările în cupele europene, ci și prin faptul că a dat fotbalului românesc jucători de mare valoare. Este recunoscut la nivel național că FC Argeș este o pepinieră apreciată de fotbaliști, în fiecare an doi-trei devenind protagoniști ai Diviziei A. Tot FC Argeș a dat și doi dintre cei trei mari fotbaliști ai României, din toate timpurile: Nicolae Dobrin și Adrian Mutu. Chiar dacă Mutu îl eclipsează pe Dobrin prin banii câștigați, faima externă, imaginea mondenă și can-can, primul rămâne cel mai mare. Pentru Dobrin vorbesc talentul excepțional și performanțele înregistrate într-o perioadă boemă a fotbalului european și mondial.

### Apare Dinamo Pitești (1953–1959)

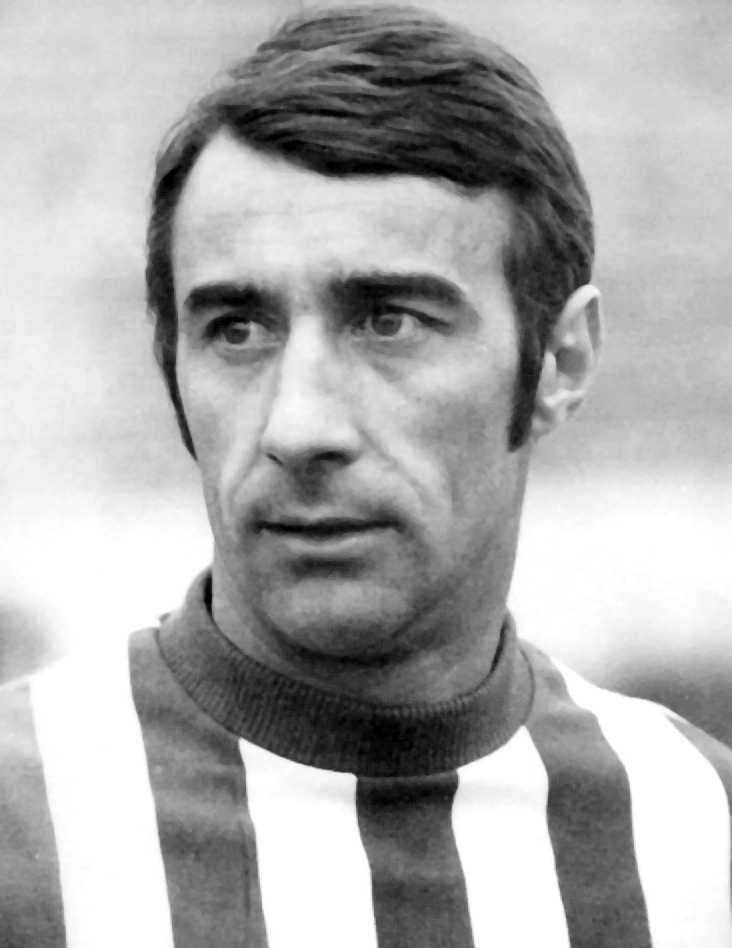
Ion „Bebe” Barbu a fost căpitanul echipei FC Argeș și a jucat peste 200 de meciuri pentru club.

La 6 august 1953, după 27 de ani de dominare a echipei Sporting Club Pitești, apare o nouă echipă, Dinamo Pitești. Încă din primăvara anului 1953, în cadrul Ministerului Afacerilor Interne, un grup de funcționari și polițiști hotărăsc să înființeze o echipă de fotbal, Dinamo, numită astfel după sora mai mare de la București. Echipa este înscrisă în campionatul regional Pitești, alături de echipele din Găești, Vâlcea, Curtea de Argeș, Câmpulung, Topoloveni și Slatina, campionatul desfășurându-se în sistem primăvară-toamnă. Se cuvine să-i amintim pe Ion Lăsculescu și Marin Tănase, doi dintre principalii inițiatori ai nașterii acestei echipe de fotbal, în mod oficial, la 6 august 1953. Tânăra echipă Dinamo Pitești va ocupa locul 8 din 14 formații, dar va atrage atenția spectatorilor, în scurt timp reușind să adune talentele născute pe acest plai legendar al Țării Argeșului, catalizând valorile locale și forțele administrative pentru accederea în înalta societate a fotbalului.În Pitești au mai fost și alte echipe, dintre care legendara Sporting Club a reușit să evolueze în divizia B timp de 8 campionate la rând (unde marcase 289 de goluri și primise 402) până în 1954, arătând că Piteștiul dorește și vrea mai mult decât o echipă cuminte, de pluton în divizia secundă, de aici și dorința de a aduce un suflu nou în fotbalul local de performanță și o organizare mai bună în vederea intrării în, înalta societate a fotbalului. Lotul cu care a început actuala echipă FC Argeș (atunci Dinamo) cei 50 de ani de viață a fost următorul:
Antrenor: Jean Lăpușneanu (fost la Sporting Club, fost mare portar, selecționat în echipa României, cu care a participat la Campionatul Mondial din 1930, în Uruguay).
Portari: Traian Ștefan și Gheorghe Stancu.
Fundași: Gheorghe Tereș, Iuliu Szigmei, Nicolae Zamfirescu, Ion Toroipan, Stelian Oprea, Ion Istrate.
Mijlocași: Constantin Chingaru, Nicolae Gotwald, Victor Nedelcu, Ion Hărăclean, Ion Dragomir.
Atacanți: Marin Tănase, Nelu Diaconescu, Ion Gherghina, Ștefan Dumitrescu, Gheorghe Stănciulescu, Nicolae lonescu, Ion Lăsculescu, Ion Stănescu. 
Dinamo Pitesti[nefuncțională]

În anul 1954, Dinamo Pitești se întărește cu cei mai buni jucători din Pitești: portarul Leață, fundașii Leonte lanovschi și Boldizar, mijlocașul Gheorghe Popescu și înaintașul Basarabescu, reușind să ocupe locul al treilea în campionatul regional, cu 40 de puncte (golaveraj 67-23), în urma Flamurii Roșii Râmnicu Vâlcea și Minerului Câmpulung, cu 18 victorii, 4 meciuri egale și 4 înfrângeri din cele 26 de partide disputate. Urmează campionatul regional 1955, când Dinamo Pitești reușește să se claseze pe primul loc, înregistrând prima performanță -promovarea în Divizia C. Prima ediție a Diviziei C de după 1945 adună la start 51 de echipe, împărțite în 4 serii. Dinamo Pitești va face parte din seria a II-a. Sub conducerea antrenorului Jean Lăpușneanu, echipa reușește performanța de a se clasa pe locul al VIII-lea din 14 echipe, în seria a Il-a a Diviziei C, o performanță notabilă pentru o nouă promovată. Era a V-a ediție a Diviziei C. În lotul echipei, pe lângă jucătorii cu care porniseră la drum, se aflau și foștii jucători ai Sportingului: Leonte Ianovschi, Leață, Boldizar, Gh. Popescu, Basarabescu și Pericle Valeca. Va urma un campionat, 1957-1958, în care se va trece la sistemul competițional toamnă-primăvară. Acest sistem nu va fi prielnic, iar piteștenii, clasați pe locul al XII-lea, vor retrograda în campionatul regional. Dinamo a câștigat doar 9 partide, 3 au fost egale și 14 meciuri le-a pierdut, marcând 30 de goluri și primind 46. Seria a fost câștigată de Titanii Bucureșteni, urmând Metalul Târgoviște și Carpați Sinaia, în urma lui Dinamo s-au aflat Olimpia Giurgiu și Petrolul (Flacăra) Pitești. Cu antrenorul Jean Lăpușneanu la timonă, care îl înlocuiește pe Gheorghe Teodorescu, Dinamo Pitești, cu o ambiție renăscută și cu un lot întărit cu mai mulți tineri talentați, câștigă campionatul regional 1958-1959 și promovează în Divizia C. Iată lotul care a adus echipa în Divizia C: Velicu, Costache, Oancea (portari), Boldizar, Iatan, Georgescu (fundași), Stănescu, Anuțescu, Ștefănescu, Dinică (mijlocași), Milea, Paraschiv, Marin Traian, Ceaușu, Necșoiu, Emilian Niculescu, Cebuc, Vlad Lovin, Mașala (atacanți). Datorită reorganizării activității fotbalistice din România, Dinamo Pitești promovează în Divizia B, după fuziunea cu Dinamo 3 Miliția București. De la Dinamo Miliția au venit la Pitești, în vara anului 1959, jucătorii: Spiridon Niculescu, Radu Gh., V. Florescu, Florin Halagian, M. Haimovici, P. Valcan, Eugen Butnaru și Ion Barbu, un nucleu de jucători care va fi un atu în startul spre o nouă etapă competițională.

### Primul titlu de campioni (1959-1972)

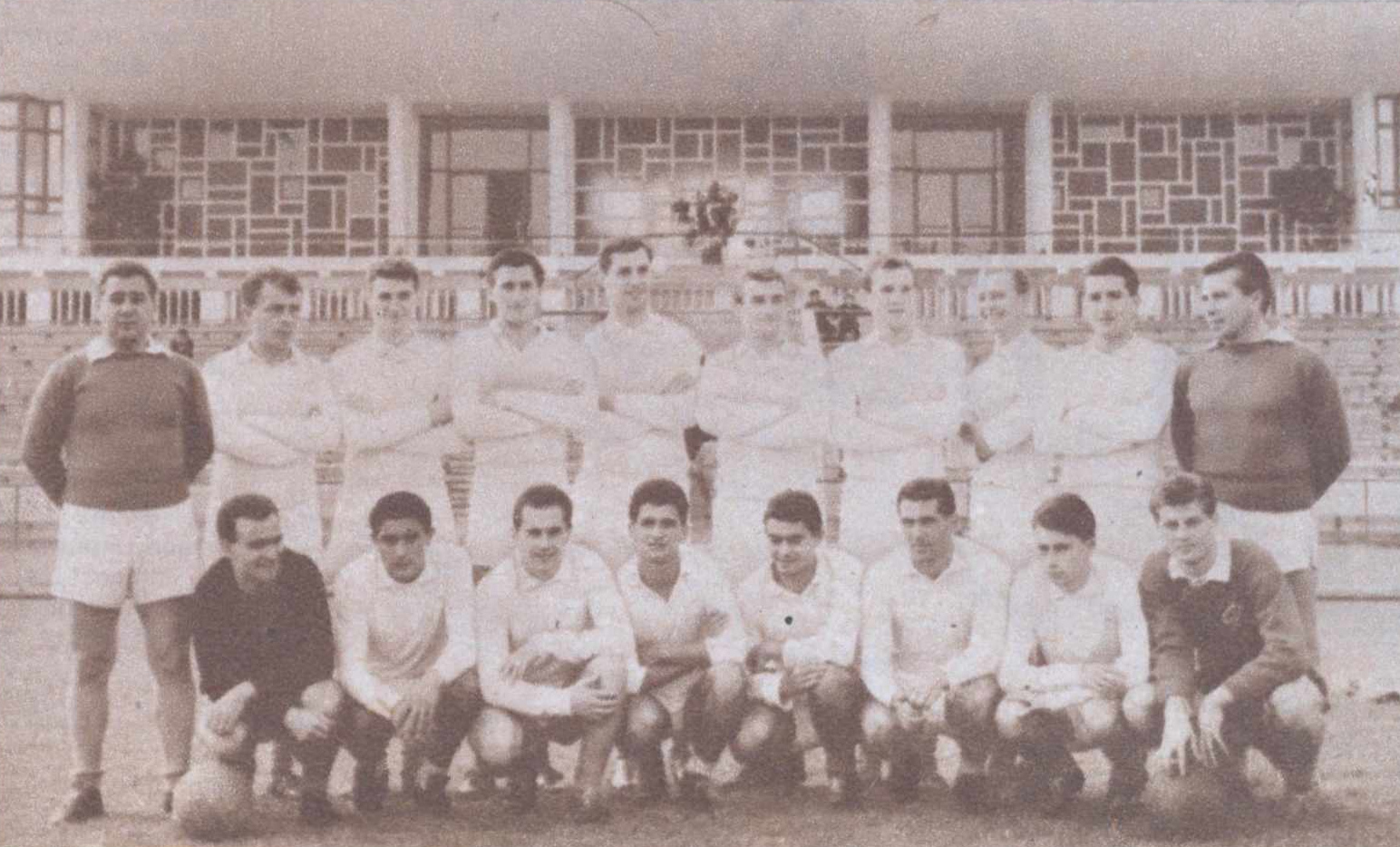
Echipa din 1964-1965

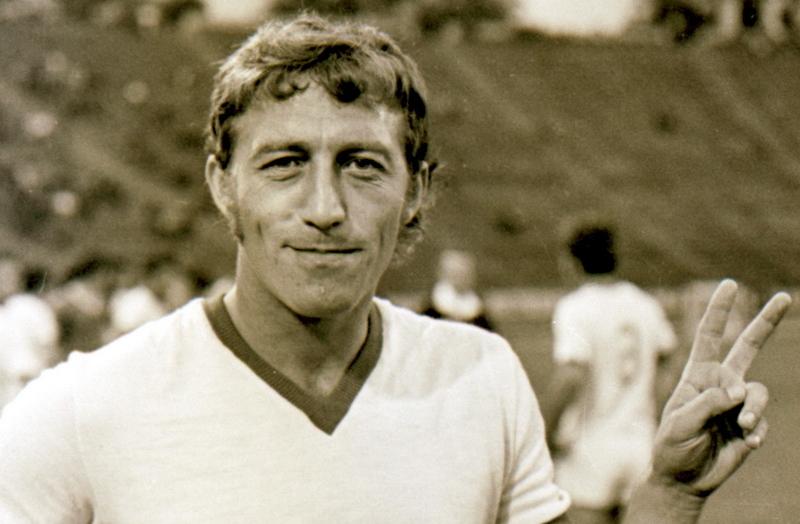
Nicolae Dobrin, simbolul clubului și primul câștigător al premiului Fotbalistul Anului Român.

Nimic nu întrezărea marele succes final al piteștenilor. Prima etapă debutase rău, cu o înfrângere (1-4) la Bacău, iar disensiunile din echipă au dus la destituirea antrenorului Titus Ozon. În locul său este promovat un tânăr antrenor, Florin Halagian, fost jucător la Dinamo Pitești, la ora debutului său, din 29 august 1971, fiind cel mai tânăr antrenor din Divizia A (2-1 cu Rapid, prin golurile înscrise de Jercan). La sfârșitul turului, FC Argeș se afla pe locul al IV-lea, cu 18 puncte, în urma echipelor: U.T.A., S.C. Bacău și Universitatea Cluj. Pregătirile de iarnă s-au desfășurat la Băile Herculane, după care a urmat un turneu greu în fosta R.D. Germană, care i-a prins bine echipei. Returul a fost extraordinar, FC Argeș fiind învinsă doar de două ori (0-2, acasă, cu Steagul Roșu Brașov, și 0-1, la Cluj, cu C.F.R). Vor urma 9 jocuri fără înfrângeri, în care Halagian a jucat cartea cea mare de mai multe ori. Astfel, la Iași, a jucat în fiecare repriză cu câte o linie de mijlocași, spre surprinderea tuturor, pentru a forța victoria și a-i avea proaspeți pe final. În penultima etapă (21 iunie 1972), la Pitești, FC Argeș a învins Crișul Oradea, devenind campioană cu o etapă înaintea finalului de campionat. Echipa a jucat ofensiv și ambițios, cu un Dobrin inspirat, la timonă. Scorul a fost 4-1 (3-1) pentru piteșteni, prin golurile marcate de Dobrin (min. 25 și 43), Prepurgel (min. 28), C. Radu I (min.83), respectiv Tămaș (min. 39), în fața a peste 17.000 de spectatori, în ultima etapă, deși avea titlul în buzunar, F.C. Argeș învingea, la mare luptă, pe Dinamo, la București, pe marele stadion Național, cu 3-2 (1-1), prin golurile înscrise de: Jercan (min. 45), C. Radu I (min. 55), C. Frățilă (min. 89), respectiv Lucescu (min. 17) și Dumitrache (min. 61), pentru Dinamo.
Iată cele două echipe care s-au întâlnit în ultima etapă, în fața a peste 10.000 de spectatori, sub conducerea arbitrului loan Rus (Tg. Mureș): FC Argeș: Stan-Barbu (Ciolan)-Pigulea, Vlad, Olteanu, P. Ivan II-Prepurgel, M. Popescu (C. Frățilă)-C. Radu I, Dobrin, Jercan. Dinamo: Constantinescu-Cheran, G. Sandu, Dobrău (Batacliu, apoi Doru Popescu), Deleanu-Dinu, Sălceanu- Lucescu, Dumitriu II, Dumitrache, Florin Dumitrescu. În acest fel, F.C. Argeș câștiga cununa de lauri, aducând Piteștiul, pentru prima dată, în rândul orașelor campioane, după București, Timișoara, Arad, Oradea și Ploiești. Lotul echipei campioane, FC Argeș, în campionatul 1971-1972, a fost următorul: V. Stan, D. Ariciu, Spiridon Niculescu (portari), M. Pigulea, C. Olteanu, R. Vlad, I. Barbu, P. Ivan II, D. Ciolan, C. Nedelcu (fundași), I. Prepurgel, M. Popescu, Dumitru Ștefan, Emil Dumitru, Ion Roșu (mijlocași), C. Radu II, C. Frățilă, N. Dobrin, R. Jercan, Ion Dobrescu, Paul Ciornoavă (atacanți), Florin Halagian și Tănase Dima (antrenori). Cele 51 de goluri ale echipei F.C. Argeș au fost marcate de: Dobrin-15, C. Radu 9, Jercan-8, Frățilă-7, Prepurgel-4, Roșu-4, M. Popescu-2, Olteanu-1 și Dobrescu-1.

### FC Argeș câștigă titlul la Dinamo acasă (1972-1983)
Campionatul 1978-1979 a început sub semnul unei bune pregătiri și al dorinței de a fructifica maturizarea lotului de jucători tineri, majoritatea crescuți la Pitești. Sub conducerea aceluiași antrenor, Florin Halagian, ajutat de Leonte lanovschi (Tănase Dima s-a transferat la Dinamo București) și de Constantin Oțet, transferat cu câteva zile înainte de începerea campionatului.
Obiectivul propus de conducerea clubului era ocuparea unuia din locurile 1-5 și acumularea a cel puțin 18 puncte în turul campionatului. FC Argeș începe campionatul în forță, câștigând două jocuri cu Chimia Rm. Vâlcea și "Poli" Iași, și se instalează în plutonul fruntaș. De-abia în etapa a Vl-a înregistrează prima înfrângere, 0-1, la Tg. Mureș, cu A.S.A. în continuare, ocupă locurile 2-4, fără să mai coboare. Jucătorii sunt supuși la eforturi duble, majoritatea făcând parte și din echipa olimpică a României, care reușea, după mulți ani, să învingă reprezentativa Ungariei la Pitești. La sfârșitul turului, FC Argeș se situa pe prima poziție în clasament, remarcându-se prin coeziune, respect față de coechipieri și de sarcinile de joc încredințate. Un nou jucător a debutat cu succes în echipa piteșteană, Moiceanu, care, în scurt timp, a devenit pentru coechipieri și adversari arma secretă. În ultima etapă a turului, la Pitești, piteștenii au câștigat in extremis partida cu Dinamo (scor 1-0) și FC Argeș a devenit campioana turului cu 10 meciuri câștigate, o remiză și 6 înfrângeri, 25 de goluri înscrise și 17 primite, totalizând 21 de puncte, mai mult cu trei decât se propusese la începutul campionatului.
Cunoscutul ziarist sportiv Laurențiu Dumitrescu scria în Sportul, „... a fost și în toamna lui 78 echipa lui Dobrin; echipa acelui fotbalist de mare talent, care poartă de mai bine de 15 ani tricoul cu numărul 10, jucătorul capabil - și la 31 de ani - să decidă orice meci din campionatul nostru (exemple mărturii: partidele cu F.C. Baia Mare, pe teren propriu, și cu Steaua, în deplasare), să marcheze goluri de o mare spectaculozitate. Când Dobrin a absentat, a intervenit Iovănescu, mijlocașul ofensiv care a avut un sezon de excepție, poate cel mai bun al carierei sale. El și-a asumat și rolul de puncheur atunci când vârful Radu II a fost accidentat. Dar a fost și turul lui Stancu, devenit, la numai 22 de ani, liderul matur al apărării, care îmbina experiența lui Ivan II cu forța lui Cârstea și ambiția lui Mihai Zamfir.”
Dudu Georgescu, atacantul central al dinamoviștilor, declara, "încep prin a adresa felicitări lui Radu II pentru câștigarea titlului de golgeter în actuala ediție. Despre meci aș vrea să pot spune la finele lui că a fost frumos, în ciuda mizei ce-și va pune amprenta pe confruntare. Noi, dinamoviștii, așteptăm să ne revanșăm pentru acel 0-1 din toamnă și vrem să câștigăm pentru a demonstra că Dinamo este cea mai bună echipă.”
Acest meci era un duel și între Dobrin și Dinu. Cu două zile înaintea marelui derby, Cornel Dinu declara: „Aș vrea să-i transmit lui Dobrin că alături de Dumitrache rămâne cel mai mare talent născut în ultimii 20 de ani în fotbalul nostru, talent pe care, din păcate, prin rațiunile oamenilor săi, fotbalul românesc n-a putut să-l valorifice la maximum. Am totuși senzația că, din punct de vedere pur tehnic, chiar și în actuala distribuție avem o forță de joc mult mai mare ca FC Argeș.”
Dobrin considera că argumentul nostru cel mai important ar fi constanța mai mare decât a dinamoviștilor, ei revenind puternic abia în returul campionatului, în plus, ar mai fi tinerețea formației noastre și omogenitatea garniturii, cred eu, mai accentuată decât a lui Dinamo.
La 24 iunie 1979, în fața a 20.000 de spectatori, pe stadionul Dinamo din Capitală, FC Argeș învingea, după un meci de infarct, cu scorul de 4-3, prin golurile marcate de: Radu II (min. 11 și 24), D. Nicolae( min. 69) și Dobrin (min. 90), respectiv, Dragnea (min. 5) și Dudu Georgescu (min. 76, din penalty, și min. 89).
După meci, în Sportul, cunoscutul și regretatul gazetar sportiv Ioan Chirilă scria, "Finala campionatului, așteptată cu un interes extraordinar, care a împuținat masiv numărul spectatorilor pe toate celelalte terenuri, s-a încheiat cu victoria meritată a piteștenilor, după un joc de mare tensiune, în care setea de victorie a dinamoviștilor a primit un veto din partea lui Dobrin, care a oferit tribunelor și telespectatorilor al nu mai știu câtelea meci al vieții sale, el fiind jucătorul care a dominat din toate punctele de vedere terenul."
Meciul a început prin dominarea dinamoviștilor, care au înscris repede, prin Dragnea, cu capul la lovitura de colț executată de Țălnar. În minutul 11, Dobrin i-a trimis în adâncime lui Radu II, după ce ieșise din mijlocul a trei adversari, și acesta preia și aleargă cu mingea, egalând. Dinamoviștii sunt dezorientați și Doru Toma șutează în bară, de unde Radu II o împinge de pe linia porții în gol. Piteștenii sunt periculoși pe contraatac, dar M. Zamfir salvează in extremis un șut al lui Vrânceanu. După pauză, Dudu Georgescu șutează în bară (min. 61), iar Augustin reia alături de poartă, în min. 69, Dobrin se lansează într-o cursă nebună, trece de mai mulți adversari, înmărmuriți de slalomul acestuia, pasează pe dreapta la Doru Nicolae, care marchează: 1-3. Apoi, Dudu Georgescu transformă un penalty, la un fault asupra lui Ion Moldovan, și egalează, dar, în ultimul minut, Dobrin șutează la rădăcina barei consfințind o victorie meritată a Argeșului. Au evoluat
FC Argeș: Cristian 8, M. Zamfir 7, Cârstea 7, Stancu 7, Ivan II 6, D. Toma 7, Iovănescu 6 (min. 78, Bărbulescu), Chivescu 6, Doru Nicolae 8, Radu II 9, Dobrin 10.
Dinamo: Anuței 5, Ion Marin 6, Sătmăreanu II 6, Dinu 6, Lucuță 6, Augustin 6, Dragnea 7 (Țevi 6), Custov 6, Țălnar 6, Dudu Georgescu 7, Vrânceanu 6 (Ion Moldovan 6).
Au arbitrat: Otto Anderco (Satu Mare) 7, la linie T. Balanovici (Iași) și V. Tătar (Hunedoara). Notele au fost acordate de redactorul Sportul, Ioan Chirilă.
Lotul campionilor a fost următorul: Gh. Cristian și A. Speriatu (portari), M. Zamfir, C. Stancu, C. Cârstea, P. Ivan II,S. Moisescu, D. Ionașcu, Ilie Bărbulescu (fundași), Doru Toma II, S. Iovănescu, Gh. Chivescu, M. Iatan (mijlocași), Doru Nicolae, M. Radu II, N. Dobrin, Viorel Turcu, Viorel Moiceanu și Radu III (atacanți).

### După Nicolae Dobrin (1983–2009)
Retragerea lui Nicolae Dobrin, simbolul emblematic al FC Argeș, a însemnat și încheierea marii performanțe pentru club. În anii 80 echipa a devenit mijlocul echipei clasamentului, terminând frecvent pe locurile 6, 7 sau 9, dar a reușit totuși să ajungă la 3 finale ale Cupei Balcanilor în această perioadă. La începutul anilor 90 echipa a alunecat chiar și în jumătatea inferioară totul cumulând cu retrogradarea din Divizia A în 1992 după 29 de ani petrecuți în topul fotbalului românesc. Totuși in 1992 a avut un parcurs bun in Cupa UEFA Intertoto terminând pe locul 3 deasupra Rapidului Bucuresti.
Mai jos situatia din grupa 10.
| Loc | Echipa                      | MJ | V | E | Î | GM | GP | DG | Pct |
| --- | --------------------------- | -- | - | - | - | -- | -- | -- | --- |
| 1   | Lokomotiv Gorna Oryahovitsa | 6  | 3 | 2 | 1 | 6  | 6  | 0  | 8   |
| 2   | Lokomotiv Sofia             | 6  | 2 | 2 | 2 | 8  | 7  | +1 | 6   |
| 3   | Argeș Pitești               | 6  | 2 | 1 | 3 | 11 | 10 | +1 | 5   |
| 4   | Rapid București             | 6  | 1 | 3 | 2 | 8  | 10 | −2 | 5   |

Retrogradată în Liga a II-a și cu probleme financiare, FC Argeș a fost preluată de Dacia, al cărei director era Constantin Stroe, care a plătit datoriile. Clubul a promovat în 1994, a terminat pe locul 8 în 1995 și a fost din nou la 5 puncte distanță de retrogradare în 1996. În sezonul următor, echipa revine la mijlocul tabelului. 
Sezonul 1997–98 Divizia A a fost ultimul vârf din istoria FC Argeș. Echipa a terminat pe locul 3 și s-a calificat pentru Cupa UEFA 1998–99, unde a eliminat echipe precum Dynamo Baku și İstanbulspor, dar au fost eliminate fără probleme de Celta de Vigo cu 0–8 la general. Aceasta ultima prezență în cupele europene a fost din cauza unei generații formidabile, al doilea cel mai talentat după Dobrin generația lui. Această echipă a FC Argeș a avut jucători precum: Adrian Mutu, Bogdan Vintilă, Valentin Năstase, Iulian Crivac, Constantin Schumacher sau Constantin Barbu. 
FC Argeș și-a continuat sezoanele bune terminând pe locul 4 în 1999, apoi pe locul 5 în 2000 și 2001. Din 2002 echipa a fost o prezență constantă în a doua jumătate a clasamentului, terminând în cel mai bun caz pe locul 10. Această perioadă de rău sa încheiat cu a doua retrogradare din istoria clubului, de data aceasta, după 13 ani, la sfârșitul 2006-07 Liga I sezonul.
Echipa a promovat înapoi după un singur sezon în Liga II.

### „Calciopoliaromânească” și falimentul (2009–2013)
„The White-Violet Eagles” au terminat pe locul 8 la primul sezon după promovare, un sezon cu rezultate bune și un stil solid de joc. Pe 8 iunie 2009, o știre șoca lumea fotbalului românesc: FC Argeș a fost retrogradată la data de 8 iunie 2009 în liga a doua, după ce D.N.A., a descoperit că patronul echipei, Cornel Penescu, a încercat să mituiască mai mulți arbitri pentru ca aceștia să „ajute” echipa să câștige. Acest caz a fost denumit de presă „Cazul Penescu„ sau Calciopoli-ul românesc.

### Renașterea (2017-prezent)
În data de 15 iunie 2017, Consiliul Local Pitești a aprobat în unanimitate alocarea sumei necesare pentru achiziționarea brandului FC Argeș. Pe 17 iunie ANAF a acceptat oferta de cumpărare. Peste câteva zile primăria a transmis ultima siglă folosită, brandul și palmaresul către SCM Pitești, aceasta devenind oficial FC Argeș. După promovarea echipei în eșalonul secund al fotbalului românesc în sezonul 2016-2017, argeșenii au petrecut 3 ani în liga secundă. FC Argeș a reușit promovarea în prima divizie la capătul sezonului 2019-2020, după 11 ani de pauză. Piteștenii au obținut în extremis promovarea, după ce Rapid a egalat-o pe Turris-Oltul Turnu Măgurele în al șaptelea minut al prelungirilor, scor la care teleormănenii au rămas în liga secundă, iar FC Argeș a promovat direct.
La revenire, Piteștenii au fost apăsați de presiunea primei ligi iar până în etapa 17, echipa se afla mai mereu pe locurile retrogradabile. Urmează însă o serie impresionantă de 11 meciuri fără înfrângere și, după ce a petrecut o bună parte a sezonului în zona de jos a clasamentului, echipa începea să spere chiar la un loc de play-off. Argeș termină totuși sezonul regular pe locul 7 cu 40 de puncte, la 2 puncte de ultimul locul de play-off. În play-out, Piteștenii se mențin mai mereu pe locul 2 care ducea în barajul pentru Europa Conference League, însă pierd în ultima etapă și se clasează la finalul sezonului pe locul 5 din play-out (locul 11 la general) și ratează o posibilă participare în cupele europene.
La sfârșitul ediției de campionat de Superliga( 2022-2023), FC Arges retrogradează dramatic în urma disputării barajului de menținere/promovare în compania echipei FC Dinamo 1948 București( tur 6-1/ retur 4-2). Jucătorii echipei FC Arges au facut anti-joc, un sezon în care echipa a fost dezinteresata sa-si apere blazonul.

## Palmares
| Competiții naționale | Competiții internaționale |
| Campionatul României Campioană (2): 1971-1972, 1978-1979 Vicecampioană (2): 1967–1968, 1977–1978 Liga a II-a Campioană (5): 1960–61, 1962–63, 1993-1994, 2007-2008, 2024-2025 Liga a III-a Campioană (1): 2016-2017 Vicecampioană (1): 2015–16 Liga a IV-a - Județul Argeș Campioană (1): 2011–12 Cupa României Finalistă (1): 1964–1965 | Cupa Campionilor Europeni * Turul 2 (2): 1972-1973, 1979-1980 Cupa UEFA * Turul 3 (1): 1998-1999 Cupa UEFA Intertoto * Locul 3 (1): 1992 Cupa Balcanică Finalistă (3): 1983–1984, 1984–1985, 1987–1988 |

## FC Argeș Pitești în cupele europene
| Cupa Campionilor Europeni 1972-1973 |     |                   |
| Turul 1                             |     |                   |
| FC Aris Bonnevoie                   | 0-2 | FC Argeș Pitești  |
| FC Argeș Pitești                    | 4-0 | FC Aris Bonnevoie |
| Turul 2                             |     |                   |
| FC Argeș Pitești                    | 2-1 | Real Madrid       |
| Real Madrid                         | 3-1 | FC Argeș Pitești  |
| Cupa UEFA 1973/1974                 |     |                   |
| Turul 1                             |     |                   |
| Fenerbahce                          | 5-1 | FC Argeș Pitești  |
| FC Argeș Pitești                    | 1-1 | Fenerbahce        |
| Cupa UEFA 1978/1979                 |     |                   |
| Turul 1                             |     |                   |
| FC Argeș Pitești                    | 3-0 | Panathinaikos     |
| Panathinaikos                       | 1-2 | FC Argeș Pitești  |
| Turul 2                             |     |                   |
| FC Argeș Pitești                    | 2-1 | Valencia          |
| Valencia                            | 5-2 | FC Argeș Pitești  |
| Cupa Campionilor Europeni 1979-1980 |     |                   |
| Turul 1                             |     |                   |
| FC Argeș Pitești                    | 3-0 | AEK Atena         |
| AEK Atena                           | 2-0 | FC Argeș Pitești  |
| Turul 2                             |     |                   |
| Nottingham Forest                   | 2-0 | FC Argeș Pitești  |
| FC Argeș Pitești                    | 1-2 | Nottingham Forest |
| Cupa UEFA 1980/1981                 |     |                   |
| Turul 1                             |     |                   |
| FC Argeș Pitești                    | 0-0 | FC Utrecht        |
| FC Utrecht                          | 2-0 | FC Argeș Pitești  |
| Cupa UEFA 1981/1982                 |     |                   |
| Turul 1                             |     |                   |
| APOEL Nicosia                       | 1-1 | FC Argeș Pitești  |
| FC Argeș Pitești                    | 4-0 | APOEL Nicosia     |
| Turul 2                             |     |                   |
| Aberdeen                            | 3-0 | FC Argeș Pitești  |
| FC Argeș Pitești                    | 2-2 | Aberdeen          |
| Cupa UEFA 1998/1999                 |     |                   |
| Turul 1                             |     |                   |
| FC Argeș Pitești                    | 5-1 | Dynamo Baku       |
| Dynamo Baku                         | 0-2 | FC Argeș Pitești  |
| Turul 2                             |     |                   |
| FC Argeș Pitești                    | 2-0 | Istanbulspor AS   |
| Istanbulspor AS                     | 4-2 | FC Argeș Pitești  |
| Turul 3                             |     |                   |
| FC Argeș Pitești                    | 0-1 | Celta de Vigo     |
| Celta de Vigo                       | 7-0 | FC Argeș Pitești  |

## Simboluri

### Steme

Logo Dinamo Pitești
Logo FC Arges
Logo Dacia Pitești
Logo FC Argeș

### Imn
Imnul clubului din Trivale este compus de răposatul Victor Socaciu, care a încetat din viață la vârsta de 68 de ani, cântec apreciat de microbiști, cu referințe la performanțele piteștenilor din anii ’70. Acesta a ieșit neoficial ca unul dintre cele mai frumoase imnuri din România fiind clasat cu 5% din preferințele suporterilor români.

### Denumirii
| Period       | Name                   |
| ------------ | ---------------------- |
| 1956–1967    | Dinamo Pitești         |
| 1967–1992    | FC Argeș Pitești       |
| 1992-1994    | FC Arges Dacia Pitesti |
| 1994-2009    | FC Argeș Pitești       |
| 2009-2017    | SCM Pitesti            |
| 2017-prezent | FC Argeș Pitești       |

## Structura

### Vechiul Stadion

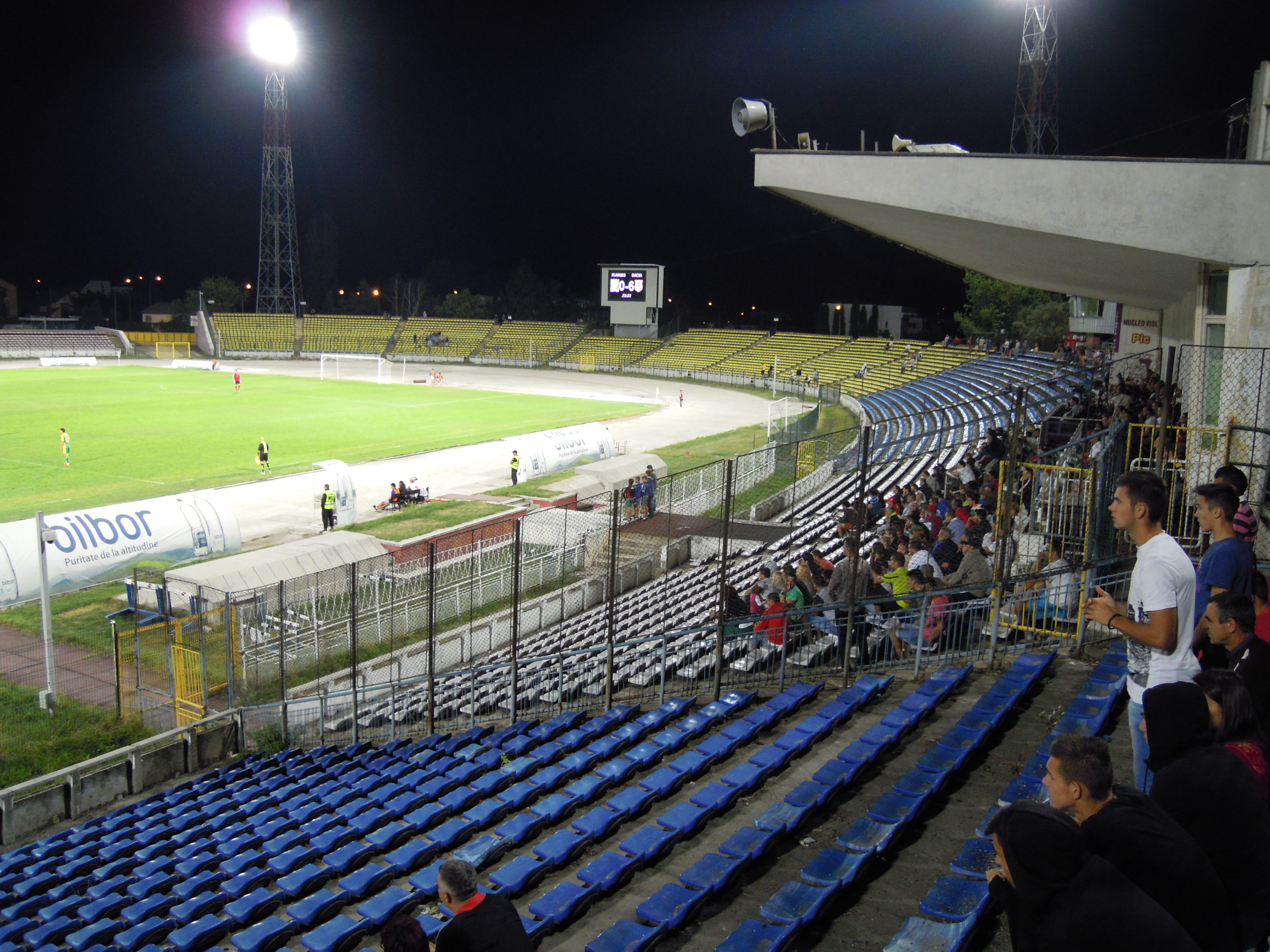
Vechiul Stadion

Clubul își juca meciurile de acasă pe Stadionul Nicolae Dobrin din Pitești, un stadion cu o capacitate de 15.000 de locuri, cel mai mare din județul Argeș. Stadionul a fost construit după ce, în 1962, Dinamo Pitești a promovat pentru prima dată în Divizia A, iar necesitatea unei noi arene, mai moderne, devenise un lucru firesc. Echipa evolua pe terenul din Ștrand, construit în 1936, și s-a considerat că merită, pentru Divizia A, un stadion nou. Primăria și Armata au început amenajarea gropii de lângă cimitir și, după mai bine de un an de muncă, stadionul a fost gata la începutul anului 1964. Noul stadion a fost numit „1 Mai”.
Inaugurarea a avut loc pe 2 mai 1964, cu un meci amical disputat între Dinamo Pitești și Spartak Sofia, scor 3-0 pentru alb-violeți. În continuarea manifestărilor prilejuite de prezentarea noii arene pe care FC Argeș urma să joace, piteștenii au mai disputat și alte partide amicale în compania unor adversari foarte puternici, cum ar fi Bonsucceso Rio de Janeiro, scor 2-1, SS Lazio, scor 2-1 și Szeghed, scor 3-2.
De-a lungul anilor, arena din Trivale a cunoscut câteva etape de modernizare: a fost instalată pista de atletism, au fost amenajate vestiarele, tunelul de acces și spațiul destinat băncilor de rezerve. Până la Revoluție au fost înălțate tribunele și a început amenajarea tribunei a II-a, care nu a fost finalizată nici până în prezent. După 1989, prima modificare a fost cea a numelui stadionului. S-a renunțat la denumirea de “1 Mai” și s-a apelat la cea de “Municipal”, asta până când Consiliul Local a aprobat ca arena din Trivale să poarte numele celui care a făcut mare acest club, Nicolae Dobrin.
Modernizările au continuat, au fost instalate scaune, moment în care capacitatea se reduce de la 17.500 la 15.000 de locuri. Anii 2000 aduc reamenajarea Centrului de Copii și Juniori care primește numele de „Leonte Ianovschi”. A fost schimbată tabela de scor, iar gazonul de asemenea a fost înlocuit. Pe 25 mai 2008 a fost inaugurată instalația de nocturnă, care este compusă din șase stâlpi, unică în România.
Recordul de asistență a fost stabilit în anul 1979, când 28.000 de spectatori s-au înghesuit pentru a vedea meciul dintre FC Argeș și Nottingham Forest din turul II al Cupei Campionilor Europeni.
Stadionul a fost demolat în iunie 2023.

### Noul stadion
Detalii în curând.

### Centrul de formare
Academia de tineret a lui FC Argeș a dat nume importante pentru fotbalul românesc și internațional precum: Nicolae Dobrin, Adrian Mutu, Ilie Bărbulescu, Marius Bilașco, Dănuț Coman, Emil Dică, Adrian Neaga, Bogdan Stancu, Cristian Tănase, Bogdan Vintilă și Ion Vlădoiu.

## Suporteri

### Istorie
Fotbal Club Argeș Pitești are mulți susținători în România și mai ales în județul Argeș. Galeria echipei FC Argeș este cunoscută și sub numele de Peluza Nord Pitești. Primele încercări de formare a unor grupuri de suporteri alb-violeți au loc în prima jumătate a anilor șaizeci, odată cu apariția performanțele clubului din Trivale. În urma unui sondaj realizat de GfK în 2019, pentru Gazeta Sporturilor, a rezultat că aproximativ 2% din pasionații de fotbal din România sunt fani FC Argeș.
Istoria suporterilor argeșeni începe în anii '70, odată cu apariția galeriei la Tribuna I, în stânga tribunei oficiale. Deplasările în acea perioadă erau modeste, făcute cu trenul sau cu mașinile personale, iar majoritatea aveau loc în localitățile apropiate: București, Craiova, Vâlcea sau Târgoviște. În București, echipa beneficia nu doar de sprijinul suporterilor veniți de la Pitești, ci și de cel al studenților argeșeni din Capitală. Un moment definitoriu a avut loc în vara anului 1979, când peste 3000 de suporteri piteșteni au invadat stadionul Dinamo pentru a-și susține echipa în lupta pentru titlu. Atmosfera creată de aceștia a fost de neuitat, victoria fiind câștigată nu doar pe teren, ci și în tribune.
Anii '90 au adus însă un declin atât pentru echipă, cât și pentru galerie. Lipsa de susținere locală a dus la o scădere constantă a numărului de suporteri activi, în timp ce în alte orașe din țară (Timișoara, Craiova, București) fenomenul ultras începea să se apropie de standardele occidentale. Odată cu preluarea echipei de către Uzina de Automobile, lucrurile au început să se schimbe. Revenirea în prima ligă a adus cu sine un val de entuziasm, galeria creștea numeric, iar Uzina susținea deplasările cu autobuze speciale. În această perioadă ia naștere grupul White-Violet Eagles și începe o epocă de mobilizări impresionante. Deplasările masive la Târgoviște, București sau Vâlcea, cu mii de suporteri însoțind echipa, au rămas memorabile.
Totuși, după 1999, o nouă perioadă de declin lovește atât echipa, cât și galeria. Conflictele interne între generații duc la o ruptură, grupul Violet Republic '99 se desprinde de la Tribuna I și își găsește locul în Peluza Nord Pitesti. Cu toate dificultățile, Violet Republic '99 rezistă, iar în anii următori apar și alte grupuri care reînvie spiritul suporterilor argeșeni. În anul 2003 apare grupul Ultras Viola '03 dupa Dracii Viola '04. Cele trei grupuri formează noua structură a Peluzei Nord, reușind să păstreze vie tradiția susținerii alb-violete. Totuși, nu fără greutăți, în 2006, după pierderea bannerului în fața Peluzei Sud Steaua, Ultras Viola '03 se desființează, lăsând locul unui nou grup, Nucleo Viola '06.
Odată cu revenirea echipei pe stadionul din Trivale, Peluza Nord Pitesti se reorganizează. În 2007, galeria este formată din Violet Republic '99, Nucleo Viola '06, Violet Eagles '06, Rolast Suprem '07. Mai târziu, Violet Eagles '06 și Rolast Suprem '07 aleg să se organizeze separat, dar toate grupurile rămân unite de dragostea față de FC Argeș. De-a lungul decenilor, galeria piteșteană a trăit momente de glorie și perioade de cumpănă, dar dragostea pentru alb-violet nu a dispărut niciodată. Prin sacrificii, pasiune și loialitate, generații întregi de suporteri au demonstrat că spiritul argeșean va rămâne mereu viu în tribunele României. Astăzi, Peluza Nord Pitești este alcătuită din grupurile: Violet Republic '99, Brigada Vulturii Bucuresti '15, Frații '19.
De-a lungul timpului, galeria suporterilor piteșteni a fost definită nu doar de sprijinul necondiționat față de echipă, ci și de relațiile pe care le-a construit în lumea suporterilor din România, fie rivalități puternice, fie alianțe bazate pe respect și valori comune. Peluza Nord Pitești are alianță cu Peluza Sud Sibiu care susține echipa Vointa Sibiu si cu suporteri echipei Progresul Bucuresti. 

### Rivalități
Dinamo București a fost, de-a lungul timpului, principalul rival tradițional. Disputele aprinse, tensiunile din tribune și mizele mari ale partidelor directe au contribuit la conturarea unei relații de ostilitate, dar și de respect reciproc. Meciurile împotriva Universității Craiova, mai ales în contextul unor partide decisive, au fost de asemenea încărcate de emoție și rivalitate sportivă.
Printre cele mai marcante rivalități se numără cea cu galeria echipei Steaua București. De-a lungul anilor, confruntările dintre cele două părți au fost caracterizate de o intensitate deosebită, atât pe stadion, cât și în afara lui. Un episod care a adâncit această adversitate a avut loc în anii 2000, când, în urma unui meci tensionat, galeria piteșteană a pierdut un simbol important, bannerul grupului Ultras Viola '03, în favoarea suporterilor steliști din Peluza Sud Steaua. Chiar dacă împrejurările acestui eveniment au fost controversate, impactul asupra relației dintre cele două galerii a fost semnificativ.
FC Argeș are rivalitate locală împotriva lui CS Mioveni, orașul Mioveni fiind situat la doar 15 kilometri distanță de Pitești. Această rivalitate a devenit mai vizibilă odată cu creșterea în performanță a echipei CS Mioveni, care a început să provoace echipa mai consacrată din Pitești. Meciurile dintre cele două echipe sunt întotdeauna foarte disputate și atrag un interes considerabil în județ.

## Lotul actual
La 4 iulie 2025.
| Nr. |                   | Poziție | Jucător                  |
| --- | ----------------- | ------- | ------------------------ |
|     | România           | F       | Dorinel Oancea⁠(d)        |
|     | Brazilia          | F       | Guilherme Garutti⁠(d)     |
|     | Coasta de Fildeș  | M       | Kevin Doukouré⁠(d)        |
|     | România           | F       | Costin-Petruț Ghiocel⁠(d) |
|     | Republica Moldova | M       | Vadim Rață⁠(d)            |
|     | România           | A       | Mihai Roman              |
|     | Japonia           | M       | Takayuki Seto            |
|     | România           | A       | Robert Moldoveanu        |
|     | România           | F       | Marius Briceag           |
|     | România           | P       | Cătălin Straton          |

| Nr. |                     | Poziție | Jucător               |
| --- | ------------------- | ------- | --------------------- |
|     | Guineea Ecuatorială | F       | Esteban Obiang⁠(d)     |
|     | Kosovo              | F       | Leard Sadriu⁠(d)       |
|     | România             | M       | Petrișor Petrescu⁠(d)  |
|     | România             | F       | Florin Borța          |
|     | România             | M       | Ionuț Rădescu⁠(d)      |
|     | România             | A       | Valentin Buhăcianu⁠(d) |
|     | România             | A       | Vlad Morar            |
|     | România             | F       | Costinel Tofan⁠(d)     |
|     | România             | A       | Ionuț Zaharia⁠(d)      |

## Oficialii clubului

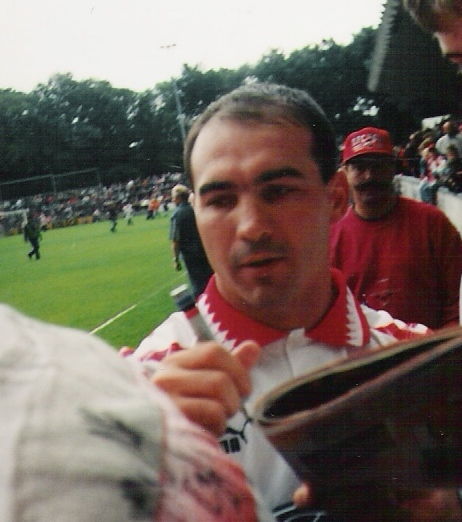
Ion Vlădoiu directorul sportiv al clubului din data de 29 decembrie 2020

Clubul a fost fondat de Ministerul Afacerilor Interne care a dat naștere clubului Dinamo Pitești, actuala formație FC Argeș, numele fiind luat după sora mai mare din București. Noua grupare din orașul Pitești își începe ascensiunea de jos, din campionatul orășenesc și ajunge să câștige campionate și să formeze jucători pentru echipa națională. După Revoluția Română din 1989 a început finanțarea clubului de Cornel Penescu care ulterior, în 2009, a fost retrogradat la data de 8 iunie în liga a doua, după ce DNA, a descoperit că patronul echipei a încercat să mituiască mai mulți arbitri pentru ca aceștia să „ajute” echipa să câștige. Acest caz a fost denumit de presă „Cazul Penescu„ sau Calciopoli-ul românesc. După dizolvarea clubului, SCM Pitești, actuala FC Argeș, a fost susținut de Municipiul Pitești care continuă până în prezent finanțarea clubului din Trivale.
| Consiliul oficialilor     | Consiliul oficialilor |
| ------------------------- | --------------------- |
| Rol                       | Nume                  |
| Patron                    | Municipiul Pitești    |
| Președinte de onoare      | Cristian Gentea       |
| Președinte                | Dănuț Coman           |
| Director executiv         | Daniel Stanciu        |
| Manager sportiv           | Sorin Boiangiu        |
| Director de marketing     | Cristian Mitrache     |
| Chief Scout               | Dragoș Radu           |
| Organizator de concursuri | Gabriel Alexe         |
| Secretar                  | Vasile Popa           |
| Delegat                   | Toma Doru             |

| Personalul tehnic   | Personalul tehnic                   |
| Rol                 | Nume                                |
| ------------------- | ----------------------------------- |
| Antrenor            | Bogdan Andone                       |
| Antrenor secund     | George Cotigă                       |
| Antrenor secund     | Viorel Tănase                       |
| Antrenor de portari | Ionuț Boșneag                       |
| Preparator fizic    | Dan Didiță                          |
| Medic de club       | Dragoș Șerb                         |
| Maseuri             | Valentin Melu Eugen-Fabian Păsărică |
| Magazioner          | Sorinel Roșu                        |

## Parcursul competițional
| Sezon   | Nivel | Divizie                      | Poz.       | Cupa României |
| ------- | ----- | ---------------------------- | ---------- | ------------- |
| 2025-26 | 1     | SuperLiga României           | TBD        | TBD           |
| 2024-25 | 2     | Liga a II-a                  | 1 (C), (P) | Faza grupelor |
| 2023-24 | 2     | Liga a II-a                  | 12         | Play-off      |
| 2022-23 | 1     | SuperLiga României           | 14 (R)     | Sferturi      |
| 2021-22 | 1     | Liga I                       | 6          | Semifinale    |
| 2020-21 | 1     | Liga I                       | 11         | Șaisprezecimi |
| 2019-20 | 2     | Liga a II-a                  | 2 (P)      |               |
| 2018-19 | 2     | Liga a II-a                  | 6          |               |
| 2017–18 | 2     | Liga a II-a                  | 4          | Șaisprezecimi |
| 2016–17 | 3     | Liga a III-a (Seria a III-a) | 1 (C, P)   |               |
| 2015–16 | 3     | Liga a III-a (Seria a III-a) | 2          |               |
| 2014–15 | 3     | Liga a III-a (Seria a III-a) | 6          |               |
| 2013–14 | 3     | Liga a III-a (Seria a VI-a)  | 3          |               |
| 2012–13 | 2     | Liga a II-a (Seria a II-a)   | 9 (R)      |               |
| 2011–12 | 2     | Liga a II-a (Seria a II-a)   | 10         |               |
| 2010–11 | 2     | Liga a II-a (Seria a II-a)   | 12         |               |
| 2009–10 | 2     | Liga a II-a (Seria a II-a)   | 5          |               |
| 2008–09 | 1     | Liga I                       | 10 (R)     | Șaisprezecimi |
| 2007–08 | 2     | Liga a II-a (Seria a II-a)   | 1 (C, P)   |               |

| Sezon     | Nivel | Divizie             | Poz.     | Cupa României |
| --------- | ----- | ------------------- | -------- | ------------- |
| 2006–07   | 1     | Liga I              | 17 (R)   | Sferturi      |
| 2005–06   | 1     | Divizia A           | 12       | Șaisprezecimi |
| 2004–05   | 1     | Divizia A           | 11       | Sferturi      |
| 2003-04   | 1     | Divizia A           | 10       | Semifinale    |
| 2002–03   | 1     | Divizia A           | 11       | Semifinale    |
| 2001–02   | 1     | Divizia A           | 10       | Optimi        |
| 2000-01   | 1     | Divizia A           | 5        | Optimi        |
| 1999–2000 | 1     | Divizia A           | 5        | Optimi        |
| 1998–99   | 1     | Divizia A           | 4        | Șaisprezecimi |
| 1997–98   | 1     | Divizia A           | 3        | Semifinale    |
| 1996–97   | 1     | Divizia A           | 7        | Șaisprezecimi |
| 1995-96   | 1     | Divizia A           | 16       | Sferturi      |
| 1994-95   | 1     | Divizia A           | 8        | Șaisprezecimi |
| 1993-94   | 2     | Divizia B (Seria I) | 1 (C, P) | Semifinale    |
| 1992-93   | 2     | Divizia B (Seria I) | 3        |               |
| 1991–92   | 1     | Divizia A           | 16 (R)   | Șaisprezecimi |
| 1990–91   | 1     | Divizia A           | 8        | Sferturi      |
| 1989-90   | 1     | Divizia A           | 13       | Șaisprezecimi |

## Foști jucători notabili
De-a lungul timpului, FC Argeș a dat României mulți jucători importanți, cum ar fi Nicolae Dobrin, Adrian Mutu, Nicolae Dică, Daniel Coman.
Primul a fost unul dintre cei mai importanți jucători ai echipei, acesta evoluând pentru formația argeșeană pentru nu mai puțin de 22 de ani, jucând în 395 de meciuri și marcând 106 goluri. Stadionul echipei din Pitești poartă numele fostului mare jucător. Capacitatea acestuia este de 15.000 de locuri.
| România - Constantin Barbu - Ion Barbu - Ilie Bărbulescu - Marius Bilașco - Daniel Mogoșanu - Constantin Cârstea - Augustin Chiriță - Alin Chița - Dănuț Coman - Narcis Coman - Iulian Crivac - Cristian Dancia - Nicolae Dică - Nicolae Dobrin - Cătălin Doman - Adrian Dulcea - Constantin Frățilă Argentina - Elias Bazzi | România - Constantin Gâlcă - Ionel Gane - Ion Geolgău - Adrian Iordache - Sevastian Iovănescu - Dan Lăcustă - Bogdan Mara - Andrei Mărgăritescu - Dorinel Munteanu - Adrian Mutu - Valentin Năstase - Cosmin Năstăsie - Adrian Neaga - Cătălin Necula - Marian Pană - Cornel Pavlovici - Marcel Pigulea Bosnia și Herzegovina - Adnan Gušo | România - Ștefan Preda - Andrei Prepeliță - Marin Radu - Emil Săndoi - Constantin Schumacher - Dănuț Șomcherechi - Mircea Stan - Bogdan Stancu - Constantin Stancu - Iulian Tameș - Ciprian Tănasă - Cristian Tănase - Florin Tene - Radu Troi - Viorel Turcu - Bogdan Vintilă - Ion Vlădoiu Paraguay - David Meza |